# Dream to Make Believe
Dream to Make Believe es el álbum debut de la banda estadounidense Armor for Sleep. Es un álbum conceptual, con un toque melancólico, con viajes por el tiempo, los sueños y el espacio.

## Lista de canciones
- Todas las letras y la música son de Ben Jorgensen

| Dream To Make Believe |                                  |          |  |
| N.º                   | Título                           | Duración |  |
| 1.                    | «Armor for Sleep» (Instrumental) | 0:45     |  |
| 2.                    | «Dream to Make Believe»          | 3:01     |  |
| 3.                    | «All Warm»                       | 2:47     |  |
| 4.                    | «Being Your Walls»               | 3:44     |  |
| 5.                    | «My Town»                        | 3:32     |  |
| 6.                    | «The Wanderers Guild»            | 4:13     |  |
| 7.                    | «Frost and Front Steps»          | 3:39     |  |
| 8.                    | «Phantoms Now»                   | 4:24     |  |
| 9.                    | «Raindrops»                      | 4:54     |  |
| 10.                   | «Kind of Perfect»                | 4:18     |  |
| 11.                   | «Slip Like Space»                | 3:48     |  |
| 39:10                 |                                  |          |  |